# The Sims 3 (для портативных устройств)
The Sims 3 — однопользовательская видеоигра в жанре симулятора жизни для портативных приставок Nintendo DS и Nintendo 3DS. Выход игры для DS состоялся 26 октября 2010 года, а для 3DS — 25 марта 2011 года. Разработка игры началась после успеха The Sims 3 для персональных компьютеров. Это также самая последняя игра во франшизе The Sims, выпущенная для Nintendo DS и одновременно первая игра, выпущенная для 3DS.
Это также фактически первая портативная игра серии The Sims включающая в себя нелинейный симулятор жизни. Раннее портативные игры франшизы представляли собой побочные игры с линейным прохождением. При создании The Sims 3 для DS, разработчики стремились включить в игру как можно больше возможностей из оригинальной игры. Игрок может играть за одного персонажа, удовлетворять его потребности, развивать навыки, отношения, зарабатывать на жизнь и выполнять разные задания.
Оценки игровых критиков выли разными. Версия для DS получила в основном положительные отзывы. Рецензенты похвалили игру за её возможности симуляции жизни, а также систему заданий, однако раскритиковали механику кармы. Версия для 3DS получила отрицательные отзывы. Даже несмотря на графические улучшения и более удобное управление, игра в итоге получилась скучной, обладает плохой графикой по меркам 3DS и вдобавок лишена многих функций, которые есть в DS.

## Игровой процесс
Игра начинается с редактора персонажа, позволяя выбирать женский или мужской пол персонажу, настраивать черты лица, цвет волос, кожи, черты характера и выбирать одежду. Панели управления в DS и 3DS отличаются, если второй экран DS отображает характеристики сима и его потребности, то в 3DS нижний экран отображает расположение сима с верхней перспективы. 

Демонстрация игрового процесса

Игрок должен удовлетворять базовые потребности персонажа в еде, сне, гигиене, туалете, отдыхе и общении. Он также должен зарабатывать на жизнь и общаться с другими персонажами. У сима периодически возникают желания, от самых малых, таких, как например помыть руки или вздремнуть, или грандиозных, таких, как повышение по службе или создание картины-шедевра. Каждое исполненное желание предоставляет баллы «пожизненного счастья», которые можно использовать для улучшения персонажа. Некоторые задачи требуют перехода в определённое место и выполнения нужного действия за короткое время, такие же задачи имеют высшие награды.
Баллы пожизненного счастья можно использовать, чтобы улучшить сима, например возможность реже мыться, или же наделение определёнными привилегиями, например бесплатное питание за пределами дома. В игру также внедрена система кармы. При этом карма активизируется в определённых игровых локациях во время выполнения определённого задания. Игра задаёт условие, что если игрок будет выполнять определённые действия, то карма может, как и благословить сима, так и проклясть его. В версии 3DS игрок может сам применять карму в обмен на очки счастья.
Игрок может играть за одного персонажа, позже, он может пригласить к себе жить ещё одного сима, однако они не могут заводить детей или стареть. Действие игры происходит в прибрежном городке Бикен Бэй (англ. Beacon Bay). Версия для 3DS предоставляет безымянный город меньших размеров. Версия для DS предлагает три жилых участка с возможностью переехать или заселить туда других персонажей. В версии 3DS игрок может играть только за одну семью, в одном участке, но также пригласить жить второго персонажа. В игре нельзя умереть, если игрок будет пренебрегать потребностями персонажа. В этом случае его увезут в больницу и восстанавливают шкалы потребности. Версия игры для 3DS обладает улучшенной графикой и лучшей детализацией окружающего пространства. Однако её игровой процесс был урезан во многих моментах.

## Разработка и выход
Разработка The Sims 3 для DS велась в свете успешных продаж оригинальной ПК-версии The Sims 3, ставшей самой продаваемой игрой 2009 года. Данная игра стала первой портативной версией, позволяющей использовать стилус, как инструмент перемещения и изменения физических объектов, а также изменения расцветки одежды или черт лица персонажа. Разработчики создавали игру с учётом того, чтобы она поддерживала творческий подход у игрока.
Помимо прочего, это первая портативная игра серии The Sims предлагающая нелинейную симуляцию жизни, как оригинальная ПК-версия. Разработчики утверждали, что их созданный режим изменения персонажа не имеет себе равных на рынке NDS и даже включает больше вариантов одежды и аксессуаров, чем ПК-версия The Sims 2. Как и в консольной The Sims 3, в игру для DS была добавлена система карм.
Разработчики признались, что The Sims 3 для DS стала их самой проработанной и лучшей портативной игрой в истории франшизы. Команда хотела создать не просто побочную линейную игру, а полноценный симулятор жизни, в его карманной версии. При разработке, разработчики упирались об базовую идею того, что мир вокруг персонажа меняется и развивается, как и он сам. Команда, учитывая ограниченные характеристики DS, стремилась включить в игру как можно больше возможностей из The Sims 3 для ПК. Сосредоточение на разработке версии для DS стало причиной того, что разработчики отказались работать над версией для PSP.
Впервые о предстоящем выпуске The Sims 3 стало известно 27 апреля 2010. Её выход состоялся 26 октября 2010 года. Выход The Sims 3 для Nintendo 3DS состоялся одновременно с самим портативным устройством 25 марта 2011 года в России и Европе. The Sims 3 наряду с другими 12 играми вошла в стартовую линейку, выпускающуюся для Nintendo в России, в Европе в стартовую линейку помимо симулятора вошли более 25 игр. В версию игры для Nintendo 3DS была включена фикция фотографирования лица, чтобы затем перенести его на лицо управляемого персонажа. Также при создании игры, делался особый акцент сетевом подключении, возможном в 3DS, позволяя системе обмениваться и скачивать контент, даже когда игрок использует другие программы или игры.

## Восприятие
| Сводный рейтинг    | Сводный рейтинг | Сводный рейтинг |
| Издание            | Оценка          | Оценка          |
| Издание            | 3DS             | DS              |
| ------------------ | --------------- | --------------- |
| GameRankings       | 53,32 %         | 74,37 %         |
| Metacritic         | 52/100          | 73/100          |
| Иноязычные издания |                 |                 |
| Издание            | Оценка          | Оценка          |
| Издание            | 3DS             | DS              |
| Eurogamer          | 4/10            | N/A             |
| GameSpot           | 5,5/10          | N/A             |
| GameZone           | N/A             | 80 %            |
| IGN                | 7,5/10          | 7,5/10          |
| Nintendo Life      | [ 24 ]          | [ 25 ]          |
| ONM                | 20 %            | 71 %            |
| WorthPlaying       | N/A             | 8,5/10          |

### Nintendo DS
The Sims 3 для Nintendo DS получила в основном положительные оценки от игровых критиков. Средняя оценка одобрения по версии агрегатора GamRankind составляет 74,37 %. Игру хвалили за то, что из всех портативных версий, — именно она предложила наиболее близкий геймплей к ПК-версиям The Sims.
Брэд Хильдербранд с сайта Worth Playing заметил, что даже несмотря на упрощённый геймплей в сравнении с оригинальной The Sims 3, DS версия по прежнему сумела повторить её формулу успеха, «заставляя игрока потратить часы, заботясь о нуждах виртуального друга и пренебрегая при этом собственными». Махамари Цукитака с сайта Game Chronicles признался, что был приятно удивлён The Sims 3 для DS, заметив, что крайне сложно перенести увлекательный опыт симуляции жизни в маленькое устройство с ограниченными характеристиками, однако создателям удалось справиться с данной задачей и значительно продвинуться вперёд со времён выпуска Apartment Pets. Аналогично заметила Кристине Штеймер с сайта IGN, назвав The Sims 3 первым истинным симулятором бога для DS, в то время как предыдущие игры предлагали линейное прохождение.
Рецензенты похвалили игру за большое разнообразие её игрового процесса, введение системы выполнения желаний и в целом за введение аналогичного игрового процесса, что в ПК-версии, учитывая, что предыдущие портативные The Sims являлись линейными играми и лишь ограниченно затрагивали аспекты симуляции жизни, или же её отдельные элементы. Тем не менее игра по-прежнему обладает ограниченным геймплеем, например не позволяя заводить детей или строить здания. Однако данный недостаток компенсируется интересным и густонаселённым городком, предлагающим обилие интересных локаций. Игру в том числе похвалили за её графику, малое количество внутриигровых ошибок и возможность детального изменения персонажа.
Цукитака похвалил интерфейс, аккуратно использующий преимущества и возможности управления DS, стилус может быть использован как мышка в ПК-версии. Управление, в том числе вращение и перемещение в пространстве интуитивно понятны и просты. Кристине Штеймер с сайта IGN также заметила, что панель управления и камера её приятно удивили. Хильдербранд наоборот считает, что навигация может сбивать с толку, особенно тех, что раннее не был знаком с играми The Sims. Похожее мнение оставил критик сайта Nintendo Life, заметив, что меню изобилует изображениями без текста, которые будут вводить игрока в замешательство.
Цукитака оценил систему заданий и карм, заметив, что их ограниченное время на выполнение придаёт игре элементы хардкорности. Зак Каплана с сайта Nintendo Life сравнил систему заданий с таковыми из Grand Theft Auto, в итоге превращая каждую игровую сессию в непохожею на предыдущую. Штеймер заметила, что система наград выступает отличным стимулом, чтобы игрок исполнял желания сима и снова и снова возвращался в игру. Хильдербранд дал неоднозначную оценку системе карм, заметив, что с одной стороны они делают игровой процесс интереснее, однако она реализована далеко не так удачно, как в консольной The Sims 3, в частности критик счёл неудачным решением оставлять размытые подсказки, которые можно слишком широко интерпретировать, превращая игровой процесс в рулетку. Похожее заметила Штеймер, указав на то, что система карм вызывает раздражение и рецензентка не понимает, почему данная механика отличается от таковой в консольной The Sims 3, где она реализована гораздо удачнее. Критик Nintendo Life назвал систему карм неуклюже реализованной.
Хильдербранд отдельно раскритиковал отсутствие смерти, заметив, что в итоге игра слишком слабо наказывает игрока, чтобы мотивировать его следить за персонажем.

### Nintendo 3DS
Версия игры для Nintendo 3DS получила смешанные и отрицательные отзывы, набрав 52 балла из 100 возможных. Оценки пользователей составляют лишь 25 баллов из 100.
Руан Флеминг, критик сайта Digitaltrends назвал The Sims 3 для 3DS достойным портом с достаточно занятным геймплеем, пытающимся заполнить очередную нишу, которая к сожалению была неудачно подобрана. Джефф Корк назвал симулятор очень скучным и ограниченным, подходящим лишь для того, чтобы «убивать время», когда сидишь в транспорте. Эмили Гера, представительница сайта Videogamer отметила, что игра отказалась от того «шведского стола», который есть в базовой игре и вероятно демонстрирует то, как выглядела ранняя альфа-версия игры The Sims 3, ещё когда она находилась в процессе активной разработки.
Среди основных достоинств было отмечено удобное управление. Рецензент сайта Impulsegamer назвал интересной задумку геймплея, где игрок управляет персонажами через нижний экран с «верхней перспективы», а на другом экране может непосредственно видеть действия персонажа. Тем не менее данный способ сильно ограничивает место для интерфейса, что в итоге приводит к тому, что игрок не может видеть напрямую список потребностей и ему приходится гадать, какого ухода требует управляемый сим. Критик сайта IGN отдельно похвалил систему кармы, которая была значительно упрощена в сравнении с DS.
Среди основных недостатков были отмечены плохая графика по меркам 3DS и сильно урезанный геймплей по сравнению с версией для DS. Руан Флеминг отметил, что The Sims 3 для Nintendo 3DS не представляет чего-либо нового и будет скучна для игроков, знакомых с DS-версией. Но даже если для них она покажется неполноценной, то запросто заинтересует тех, что ранее не был знаком с серией The Sims. Обозревательница сайта IGN, делая сравнительный обзор, заметила, что игровой процесс был урезан во многих моментах в сравнении с версией DS, например нельзя покупать мелкие предметы, такие, как например гитара, которые игрок должен искать в городе, чтобы играть. Также игра предоставляет только один участок, сим не может вызвать услуги или переехать. Игра предлагает только один файл сохранения, не позволяя играть за несколько семейств, как в DS, что может разочаровать игроков, которые решили попробовать версию 3DS ради улучшенной графики. Представленный городок также ощущается маленьким и тесным.
Критик сайта GameInformer отметил, что функция, позволяющая с помощью камеры фотографировать лица и использовать фотографию в качестве лица персонажа сделана ужасно, а персонаж выглядит как «монстр». Рецензент сайта Impulsgamer назвал графику в игре настолько сырой, что складывается такое впечатление, будто игру просто недоделали. Также нескольким критикам не понравилось, что в управляемой семье может состоять только один человек, вместо восьми, как в базовой игре.